# Tamazulapam Villa del Progreso
Tamazulapam Villa del Progreso är en ort i Mexiko.   Den ligger i kommunen Villa de Tamazulápam del Progreso och delstaten Oaxaca, i den sydöstra delen av landet, 250 km sydost om huvudstaden Mexico City. Tamazulapam Villa del Progreso ligger 2 017 meter över havet och antalet invånare är 5 028.
Terrängen runt Tamazulapam Villa del Progreso är lite kuperad. Runt Tamazulapam Villa del Progreso är det ganska tätbefolkat, med 56 invånare per kvadratkilometer. Tamazulapam Villa del Progreso är det största samhället i trakten. Trakten runt Tamazulapam Villa del Progreso består i huvudsak av gräsmarker.